# Könnyű őszibagoly
A könnyű őszibagoly (Agrochola laevis) a rovarok (Insecta) osztályának a lepkék (Lepidoptera) rendjébe, ezen belül a bagolylepkefélék (Noctuidae) családjába tartozó faj.

## Előfordulása
A könnyű őszibagoly előfordulási területe Európa déli és középső részei, valamint Közel-Kelet, Anatólia és Örményország.

## Megjelenése
Szárnyfesztávolsága 32–37 milliméter közötti.

## Életmódja
A melegebb élőhelyeken lévő lombhullató erdők lakója. Az imágó augusztustól októberig repül. A hernyó gazdanövényei a fekete áfonya (Vaccinium myrtillus), a kecskefűz (Salix caprea), a tyúkhúr (Stellaria media), valamint az árvacsalán (Lamium), a tölgy (Quercus), a lórom (Rumex) és a szil (Ulmus) nemzetségbeli fajok.

### Fordítás
- Ez a szócikk részben vagy egészben  az   Agrochola laevis című angol Wikipédia-szócikk ezen változatának fordításán alapul.  Az eredeti cikk szerkesztőit annak laptörténete sorolja fel. Ez a jelzés csupán a megfogalmazás eredetét és a szerzői jogokat jelzi, nem szolgál a cikkben szereplő információk forrásmegjelöléseként.